# Ömer Pekyürek

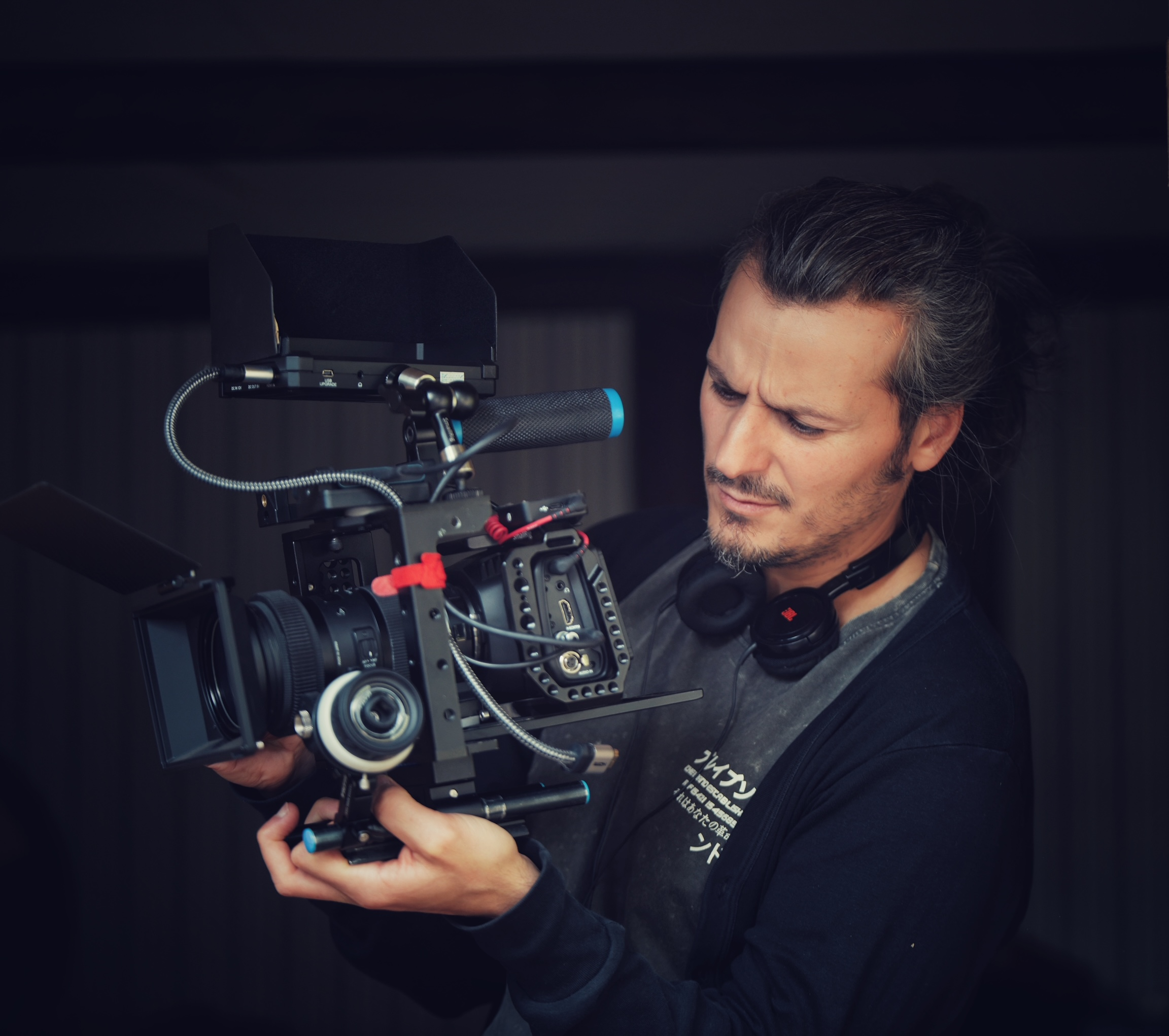
Ömer Pekyürek (2021)

Ömer Pekyürek (* 1. August 1982 in Duisburg) ist ein türkischer Filmregisseur, Drehbuchautor, Filmproduzent und Fotograf. Seine Filme sind gekennzeichnet durch Schnitte im Zeitraffer, farblich exakt komponierte Bilderwelten und sparsame Dialoge. Geprägt und inspiriert durch die alltäglichen Herausforderungen von Familien mit einer Migrationsgeschichte sowie von jungen Migranten zweiter Generation, beschäftigt er sich mit dem Thema der kulturellen Vielfalt in Deutschland.

## Leben
Ömer Pekyürek ist Sohn türkischer Einwanderer. Nach ersten Erfahrungen im Schultheater und beim Offenen Kanal Duisburg gelang ihm 2007 sein erster Erfolg mit einem Dokumentarfilm.
Er besuchte Regieseminare im Kölner Filmhaus und gab seine Tätigkeit als Stahlarbeiter bei Thyssen-Krupp auf. Er engagierte sich in der lokalen Jugendmedienarbeit in Duisburg, hauptsächlich in Form von Film-Workshops, und schuf Auftragsarbeiten für das türkische Fernsehen. Seine Kulturdramen machten ihn lokal bekannt und liefen bei nationalen und internationalen Filmfestivals.

## Stil und Arbeitsweise
Ömer Pekyürek schafft Filmwerke fernab von Klischees und weit weg von einem Mainstream. Ob der Zuschauer sich mit den Figuren identifizieren kann oder sich aber an ihnen reibt, ist zunächst zweitrangig. Die Vielschichtigkeit von Ressentiments und Vorurteilen steht im Vordergrund. Die großen Themen des Miteinanders in einer Gesellschaft werden durch eine schnelle Handlung und klare Bildsprache vorangetrieben, ergänzt durch eine stets präsente, starke Filmmusik.
Authentizität ist Ömer Pekyürek wichtig, in gewissen Milieus wird diese durch ein dialogarmes Agieren deutlich. Trotz seiner Zurückhaltung gegenüber visuellen Effekten hat er keine Scheu, Genres wild zu mixen und sich nicht festzulegen. Dennoch wird stets seine eigene Handschrift deutlich, auch durch die Farbgebung.
Er arbeitet mit Filmbegeisterten, die er aus einer langjährigen Zusammenarbeit kennt, sowie mit Nachwuchstalenten.

## Filmografie
- 2008: „ESRA“ (Kurzfilm)[9]
- 2010: „KOMA“ (Kurzfilm)[10]
- 2013: „Tek Ümit“ (Spielfilm)[11]
- 2016: „Bollywood Connection 2&3“ (Kurzfilm)[12]
- 2017: „Der letzte Turm“ (Kurzfilm)
- 2018: „Gunima - Die Gierigen 7“ (Kurzfilm)
- 2018: „Doru“ (Spielfilm)
- 2018: „Solingen 1993, 15 Jahre danach“ (Spielfilm)[13]
- 2021: „Gunima Reloaded“ (Kurzfilm)
- 2021: „Wenn Wölfe jagen“ (Kurzfilm)
- 2022: „The Red Shoes of Istanbul“ (Dokumentarfilm)
- 2023  „Die letzte Hexe“ (Kurzfilm)[14]

## Auszeichnungen (Auswahl)
- 2010: Gewinner des Newcomer-Preises ÜberMUT für „Koma“
- 2017: Teilnehmer beim Video Rodeo Kurzfilmfestival in Essen mit „Der letzte Turm“
- 2018: Teilnehmer beim Video Rodeo Kurzfilmfestival in Essen mit „Gunima - Die Gierigen 7“
- 2018: Gewinner beim Bundes.Festival.Film in Hildesheim für „Solingen 1993, 15 Jahre danach“[15]
- 2022: Teilnehmer beim Video Rodeo Kurzfilmfestival in Essen mit „Gunima Reloaded“
- 2022: Gewinner Best Sci-Fi beim Budapest Film Festival mit „Gunima Reloaded“
- 2022: Special Winner beim Best Istanbul Film Festival mit „Gunima Reloaded“[16]
- 2023: Gewinner Best Original Score / Best Short Film beim Tekka International Film Festival Singapore mit „Gunima Reloaded“
- 2023: Gewinner Best Costume Design beim Athens International Film Festival mit „Gunima Reloaded“
- 2023: Gewinner Best Costume Design bei den Barcelona Indie Awards[17] mit „Gunima Reloaded“
- 2023: Gewinner Best Costume Design & Make-Up beim Helsinki International Film Festival[18] mit „Gunima Reloaded“
- 2023: Gewinner Best Costume Designer beim Rohip International Film Festival, Indien[19] mit „Gunima Reloaded“
- 2023: Gewinner Best Fantasy Short Film und Best Costume Design beim Makizhmithran International Film Festival mit „Gunima Reloaded“